# Pseudomyrmex depressus
Pseudomyrmex depressus es una especie de hormiga del género Pseudomyrmex, subfamilia Pseudomyrmecinae. Fue descrita científicamente por Forel en 1906.
Se encuentra en Sudamérica, en bosques húmedos.